# Universidad de Kentucky
La  Universidad de Kentucky (University of Kentucky, en inglés), también conocida como UK, es una universidad pública, coeducacional, ubicada en Lexington, Kentucky. Fundada en 1865, es la mayor universidad del estado en número de estudiantes, con 27.171 alumnos.

## Facultades y escuelas
- College of Agriculture
- College of Arts and Sciences
- College of Communications & Information Studies
- College of Dentistry
- College of Design
- College of Education
- College of Engineering
- College of Fine Arts
- College of Health Sciences
- College of Law
- College of Medicine
- College of Nursing
- College of Pharmacy
- College of Public Health
- College of Social Work
- Gatton College of Business and Economics
- Patterson School of Diplomacy and International Commerce
- Martin School of Public Policy and Administration

## Bibliotecas
La universidad acoge 15 bibliotecas universitarias. Entre ellas se encuentra la William T. Young Library, que alberga las colecciones de ciencias sociales, humanidades y ciencias de la vida, y funciona también como depositaria federal de publicaciones oficiales y biblioteca pública de la Commonwealth of Kentucky. He aquí la lista de las bibliotecas del campus:
- Agricultural Information Center
- Chemistry-Physics Library
- Design Library
- Distance Learning Library Services
- Education Library
- Geological Sciences Library
- Law Library
- Library Link at the Patterson Office Tower
- Lucille Caudill Little Fine Arts Library and Learning Center
- Mathematical Sciences Library
- Medical Center Library
- Shaver Engineering Library
- Special Collections and Digital Programs
- William T. Young Library

## Alumnos notables
- Steve Beshear, gobernador de Kentucky, 2007-2015.
- Anthony Davis, baloncestista
- Ernie Fletcher, gobernador de Kentucky, 1999-2007.
- Thomas Hunt Morgan, Genetista
- Ashley Judd, actriz.
- Daniel Libeskind, reconocido arquitecto, miembro del UK's College of Design.
- Mitch McConnell, Senador de los Estados Unidos.
- Pat Riley, jugador y entrenador de baloncesto.
- Rajon Rondo, baloncestista
- John Wall, baloncestista